# Drop
Drop är punkten i en låt, där ett byte mellan rytmer eller basgångar sker, och kommer oftast efter en uppbyggnadsperiod och ett break. 
Inom hiphop och dansmusik kallas återkomsten av trummor och bas för drop.

## Double drop
I drum and bass, utför skickliga DJ:s ibland något som kallas för "double drop": Taktmixning av två låtar på så sätt att dropet i de båda kommer samtidigt.